# La Paz megye (Mendoza)
La Paz egy megye Argentína nyugati részén, Mendoza tartományban. Székhelye La Paz.

## Népesség
A megye népessége a közelmúltban a következőképpen változott:
| Év   | Lakosság |
| ---- | -------- |
| 2001 | 9530     |
| 2010 | 10 012   |